# بحيرة فولتا

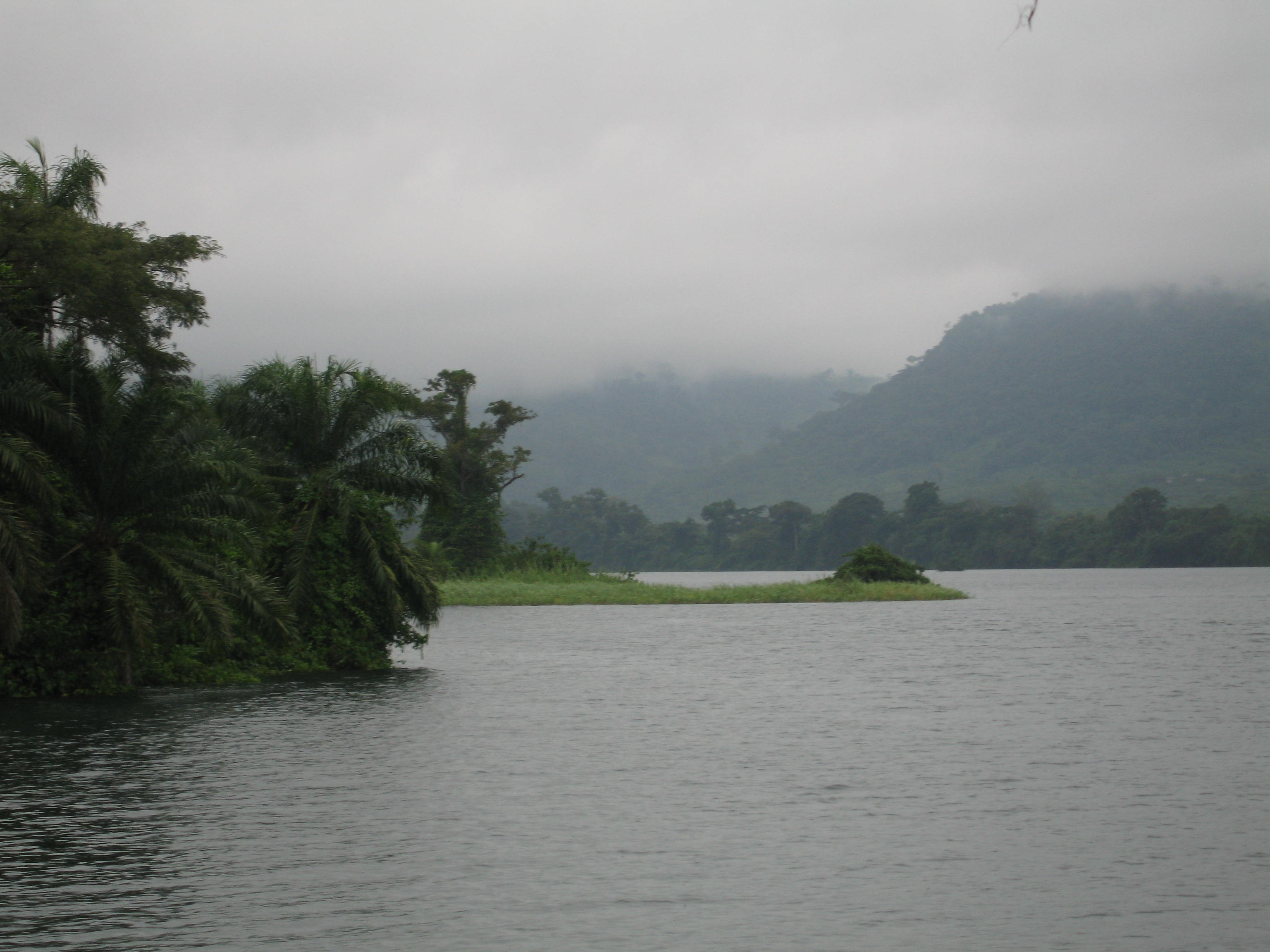
بحيرة فولتا

بحيرة فولتا:هي من أكبر البحيرات الاصطناعية في العالم، و رابع أكبر البحيرات من حيث الحجم، تقع في غانا وتكونت من نهر فولتا خلف سد اكوسومبو، تبلغ مساحة البحيرة 85 كم2 فوق سطح البحر.
هي أكبر بحيرة اصطناعية في العالم، تكونت بعد إنشاء سد اكوسومبو والبحيرة تقع في منطقة الجابون في ولاية فولتا وتمتد إلى ولاية تاملي شمال غانا ويوجد بها ملاحة نهرية واسعة كما أنه الآن عند صيانة الجسر تقوم العبارة بنقل السيارات إلى الضفة الأخرى بينما يوجد طريق آخر للسيارات الصغيرة فوق سد أكوسومبو.